# Недяк, Андрей Дмитриевич
Андрей Дмитриевич Недяк (укр. Андрій Дмитрович Недяк; 27 марта 1963, Кременчуг, Полтавская область, УССР, СССР) — советский и украинский футболист, после завершения игровой карьеры — директор команды «Кремень».

## Биография
Футбольную карьеру начал в ДЮСШ «Колос» в Полтаве.
С 1981 по 1984 годы — в составе «Металлист» (Харьков). В высшей лиге провел 4 игры.
В 1992—1994 годах играл за «Нефтехимик» (Кременчуг). В 31 год завершил игровую карьеру.